# فرنی فیرت
فرنی فیرت (انگلیسی: Franny Firth; ۲۷ مهٔ ۱۹۵۶ – ۲۱ مهٔ ۲۰۱۸) بازیکن فوتبال اهل بریتانیا بود.
از باشگاه‌هایی که در آن بازی کرده‌است می‌توان به باشگاه فوتبال هادرزفیلد تاون، باشگاه فوتبال ویتون آلبیون، و باشگاه فوتبال بری اشاره کرد.